# Octodon ricardojeda
El degú de Ricardo Ojeda (Octodon ricardojeda) es una especie de roedor del género Octodon de la familia de los octodontinos. Habita en el sudoeste del Cono Sur de Sudamérica.

## Taxonomía
Esta especie fue descrita originalmente en el año 2020 por los zoólogos Guillermo D’ Elía, Pablo Teta, Diego H. Verzi, Richard Cadenillas y James L. Patton.
Holotipo
El holotipo designado es el catalogado como: MLP 12.VII.88.2. Se trata de la piel, esqueleto y cráneo de una hembra adulta, colectados por A. Alcover, A. Carlini y D. H. Verzi. Se encuentra depositado en la colección de mastozoología del museo de ciencias naturales de La Plata (MLP) Facultad de Ciencias Naturales y Museo (Universidad Nacional de La Plata), ubicado en la ciudad homónima, capital de la provincia argentina de Buenos Aires.
Localidad tipo
La localidad tipo referida es: “vecindad del río Currhué (a menos de 20 m del mismo), en las coordenadas: 39°54′15″S 71°19′58″O / -39.90417, -71.33278, a 200-250 m al este de la margen oriental del lago Curruhué Chico, parque nacional Lanín, departamento Huiliches, en la provincia del Neuquén, Argentina”.
Etimología
Etimológicamente, el término genérico Octodon deriva del idioma griego, en donde: okto significa ‘ocho’ y odous, odontos es ‘diente’.
El epíteto específico —un sustantivo en aposición— ricardojeda es un epónimo que refiere a la unión y contracción del nombre y apellido de la persona a quien fue dedicada, el mastozoólogo argentino Ricardo Ojeda, miembro fundador de la Sociedad Argentina para el Estudio de los Mamíferos (SAREM) y poseedor de una extensa producción centrada en roedores sudamericanos.

### Historia taxonómica y relaciones filogenéticas
Su descubrimiento como especie separada fue el resultado de la evaluación cualitativa y el análisis multivariado de medidas craneales y árboles de genes,  obtenidos mediante la recolección de datos morfológicos —cualitativos y cuantitativos— y genéticos —secuencias de un gen mitocondrial y uno nuclear— aplicados a un amplio conjunto de especímenes del género. Hasta su descripción formal sus poblaciones eran consideradas como pertenecientes a la especie Octodon bridgesi, sin embargo, la especie filogenéticamente más cercana es Octodon pacificus, la cual es endémica de la isla Mocha, ubicada en aguas costeras chilenas del océano Pacífico.

## Características
Se trata de un degú grande, oscuro, de cráneo robusto, de cuerpo pesado y cola moderadamente corta, la que no presenta pincel apical y tiene la base bicolor (blanca y pardusca). Exhibe vibrisas largas —blancas algunas, negras otras— que alcanzan la parte media de las orejas, las que son moderadamente largas y cubiertas de pelos castaños. Su pelaje dorsal es pardusco moteado de negro y amarillento, cada pelo mide entre 15 y 20 mm, es gris oscuro en la base mientras que la punta es amarillenta; en la cabeza esta coloración tiende más hacia el agutí. Las patas están cubiertas por pelos blanco-plateados. El pelaje ventral es gris amarillento (a veces con una mancha blanca en la región inguinal), con pelos grises con puntas amarillas.
La longitud total es 326 mm; la longitud total del cráneo es de 44,25 mm; la de la cola es 134 mm; la de la pata trasera (incluyendo la garra) es de 38 mm; la de la oreja es 22 mm. El peso es de 195 g.

## Distribución geográfica
Este roedor es un endemismo del sudoeste de la Argentina y áreas colindantes en Chile. En la Argentina se distribuye en el noroeste de la Patagonia, en la parte occidental de la provincia de Neuquén, en altitudes de 500 y 1100 m s. n. m.. Fueron colectados materiales atribuibles a este roedor en numerosos yacimientos, tanto de su distribución actual como fuera de ella, incluso en el oeste de Río Negro, indicando que hace diez milenios la especie habría tenido una distribución mayor.
En Chile su distribución es más acotada, con registros en la entrada a la reserva nacional Malalcahuello y en Río Colorado, comuna de Curacautín, en el noreste de la Región de La Araucanía.

## Hábitats y costumbres
Habita en áreas semiabiertas de bosques húmedos dominados por especies del género Nothofagus, por Araucaria araucana, o cañas Chusquea y arbustos de Baccharis. Hacia el este vive en estepas arbustivas compuestas por Stipa, neneo (Mulinum spinosum), Colletia spinosissima, Berberis microphylla y Schinus.
Sus guaridas son excavaciones hechas en montículos arenosos; se desconoce aún si él mismo es el encargado de cavarlas o si solo utiliza las construidas por otras especies de animales.
Es un roedor herbívoro y eminentemente terrestre, aunque también puede trepar. Podría ser presa de numerosos vertebrados; se ha comprobado que es capturado por el águila mora o escudada (Geranoaetus melanoleucus) y el búho magallánico (Bubo virginianus magellanicus).

## Conservación
Ateniéndose a los lineamientos para discernir el estatus de conservación de los taxones —los que fueron estipulados por la organización internacional dedicada a la conservación de los recursos naturales “Unión Internacional para la Conservación de la Naturaleza” (IUCN)—, los autores recomendaron que en la obra Lista Roja de Especies Amenazadas Octodon ricardojeda sea clasificada como una especie Vulnerable (VU).